# 250
Évszázadok: 2. század – 3. század – 4. század
Évtizedek: 200-as évek – 210-es évek – 220-as évek – 230-as évek – 240-es évek – 250-es évek – 260-as évek – 270-es évek – 280-as évek – 290-es évek – 300-as évek
Évek: 245 – 246 – 247 – 248 –  249 – 250 – 251 – 252 – 253 – 254 – 255

## Események

### Római Birodalom
- Decius császárt és Vettius Gratust választják consulnak.
- Decius császár rendeletet hoz, melyben a birodalom minden lakosát (a zsidók kivételével) kötelezi arra, hogy áldozzon az isteneknek a birodalom és a császár jólétéért. A keresztények közül sokan - köztük Fabianus pápa és Alexandriai Órigenész - megtagadja az áldozást, ezért bebörtönzik vagy kivégzik őket.
- Fabianus pápa meghal a börtönben. Utódját csak 14 hónappal később választják meg.
- Decius császár caesari (trónörökösi) rangra emeli fiát, Herennius Etruscust.
- A gótok Cniva király vezetésével ismét betörnek Moesiába. Miután Moesia Superior kormányzója, Trebonianus Gallus visszaveri a Novaet érő támadásukat, ostrom alá veszik Nicopolis ad Istrumot, de a Decius vezette római sereg megfutamítja őket. A gótok ezután Philippopolis felé indulnak és útközben a beroei csatában súlyos vereséget mérnek az őket üldöző rómaiakra. Ezt követően ostrom alá veszik Philippopolist.
- Rómában Decius távollétében Licinianus a szenátus támogatásával császárrá nyilvánítja magát, de felkelését Valerianus leveri.
- A gótokkal szövetséges carpusok Daciát, valamint Moesia Inferior nyugati és Moesia Superior keleti felét fosztogatják.
- Etiópiából pusztító járvány terjed át Egyiptomra, majd az észak-afrikai római provinciákra.

### Kína
- Szun Csüan, Vu császára megelégeli nagyobb fiai folyamatos örökösödési vetélkedését és egyiküket öngyilkosságra kényszeríti, a másikat kitagadja, majd a legfiatalabbat, Szun Liangot nevezi ki utódjául.

## Születések
- Constantius Chlorus, római császár
- Maximianus, római császár

## Halálozások
- január 20. – Fabianus pápa[1]
- Toulouse-i Szent Szaturninusz, keresztény püspök, vértanú

## Fordítás
- Ez a szócikk részben vagy egészben  a(z)   250 című angol Wikipédia-szócikk ezen változatának fordításán alapul.  Az eredeti cikk szerkesztőit annak laptörténete sorolja fel. Ez a jelzés csupán a megfogalmazás eredetét és a szerzői jogokat jelzi, nem szolgál a cikkben szereplő információk forrásmegjelöléseként.